# Ungmennafélag Njarðvíkur
El Ungmennafélag Njarðvíkur es un club de fútbol islandés de la ciudad de Njarðvík. Fue fundado en 1944 y actualmente juega en la 2. deild karla, tercera división en el fútbol de Islandia. El club también tiene equipos en otros deportes como el Baloncesto.